# Светислав
Светислав је српско мушко име словенског порекла. Може се односити на:
- Светислав Басара (рођен 1953), српски књижевник
- Светислав Глишовић (1913–1988), српски фудбалер и менаџер
- Светислав Гонцић (рођен 1960), српски глумац
- Светислав Јовановић (1861–1933), српски сликар
- Светислав Мандић (1921–2003), српски историчар, конзерватор фресака, песник и сликар
- Светислав Милосављевић (1882–1960), југословенски војни архитекта и јавни функционер
- Светислав Пешић (рођен 1949), бивши српски професионални кошаркаш и активни кошаркашки тренер
- Светислав Станчић (1895–1970), хрватски пијаниста и музички педагог
- Светислав Ваљаревић (1911–1996), српски фудбалер